# Chodsigoa hypsibia
Espèce
Statut de conservation UICN

 LC  : Préoccupation mineure
Chodsigoa hypsibia est une espèce de mammifères de la famille des Soricidae, localisée en Chine.